# 드림 (영화)
드림은 2023년 개봉한 대한민국의 스포츠 코미디 드라마 영화로, 이병헌이 감독을 맡았다.

## 기획의도
선수 생활 사상 최악의 위기를 맞은 쏘울리스 축구 선수 홍대(박서준 분) 계획도, 의지도 없던 홈리스 풋볼 월드컵 감독으로 재능기부에 나서게 된다 각본 없는 각본(?)으로 열정리스 현실파 PD 소민(아이유 분)이 다큐 제작으로 합류하게 되면서 뜯어진 운동화와 슬리퍼, 늘어진 반팔 티셔츠를 필두로 운동이라고는 한 번도 해본 적 없는 특별한(!) 선수들이 국가대표로 선발된다 택견인지 축구인지 헷갈리는 실력과 발보다 말이 앞서는 홈리스 선수들의 환장할 팀워크, 다큐에 대사와 상황 그리고 진정성 없는 연출을 강요하는 소민에 기가 막히는 감독 홍대 하지만 포기할 틈도 없이, 월드컵 출전일은 코앞으로 다가오는데...! 이들의 도전은 성공할 수 있을까? 쏘울리스 감독, 열정리스 PD, 그리고 홈리스 국대 부족한 것 투성인 드림팀의 생애 단 한 번의 기회!

## 출연

### 주연
- 박서준 : 윤홍대 역
- 아이유 : 이소민 역

### 조연
- 김종수 : 김환동 역
- 고창석 : 전효봉 역
- 정승길 : 손범수 역
- 이현우 : 김인선 역
- 양현민 : 전문수 역
- 홍완표 : 영진 역
- 허준석 : 황인국 역
- 이하늬 : 병삼 역
- 백지원 : 선자 역
- 이은재

### 특별출연
- 강하늘 : 박성찬 역
- 박명훈 : 해맑은 기자 역
- 전석호 : 선자 남자친구 역
- 조향기 : 연예가중계 여자 MC
- 김일중 : 연예가중계 남자 MC
- 이유비 : 빅이슈 표지모델 역
- 박문성 : 축구해설자 역
- 박정표 : 후원기업 홍보과장 역
- 이학주 : 엔터직원 1 역
- 한준우 : 엔터직원 2 역
- 윤지온 : 엔터직원 3 역